# Batrahotoksin
Batrahotoksini ali BTX (iz starogrško βάτραχος, latinizirano: batrakos, dob. 'žaba' in τοξικόν, toxikon, 'strup') so zelo močni nevrotoksični in kardiotoksični steroidni alkaloidi, prisotni v različnih vrstah strupenih žab ter v določenih vrstah ptic pevk in hroščev. BTX oz. njegova prekurzorska spojina, batrahotoksinin A, je bila uspešno sintetizirana leta 1998 iz cis-dekalina.

## Mehanizem delovanja in toksičnost
Batrahotoksini se specifično vežejo na natrijeve kanale, spremenijo njihove lastnosti in tako vplivajo na živčni sistem. Predvidevano je, da se molekule toksina vežeje v samo poro kanalčka, saj se le-te vežejo samo pri odprti konformaciji kanalčka. Je 250-krat bolj strupen od strihnina, strupenega alkaloida iz indijskega drevesa strihninovec (Strychnos nux-vomica), ki povzroča močne krče.
BTX poveča prepustnost (permeabilnost) polarizirane celične membrane (plazmaleme) za natrijeve ione (Na+) preko znižanja pražne vrednosti za depolarizacijo, zaradi česar se celica depolarizira, spremeni selektivnost ionov preko povečanja prepustnosti kanalčkov za večje katione, kot so amonijevi (NH4+) in talijevi kationi (Tl+), ter inhibira počasno in hitro zaprtje natrijevih kanalčkov. Na ta način ostanejo kanalčki vztrajno odprti daljše časovno obdobje (tudi do nekaj ur), celice pa tako ostanejo depolarizirane, kar onemogoča prenos impulza v obliki akcijskega potenciala po nevronih do mišic oz. ohromi (paralizira) mišice. Paraliza dihalnih mišic privede do pomanjkanja preskrbe tkiv s kisikom (O2) oz. hipoksije, zaradi česar zastrupljena žrtev umre. Poleg tega v sinapsah inducira množično sprostitev acetilholina in uničenje sinaptičnih veziklov, v katerih so shranjeni živčni prenašalci (nevrotransmiterji).
BTX ima tudi podoben učinek kot digoksin, kardiotonični glikozid iz kritosemenke vrste volnati naprstec (Digitalis lanata). BTX povzroči motnje v prevajanju impulza po srčnih mišičnih celicah, kar lahko povzroči aritmije, ekstrasistolije (pojav prezgodnjih srčnih utripov) in ventrikularne fibrilacije in drugih sprememb, ki vodijo v srčni zastoj.
Aktivnost BTX je odvisna od temperature, pri čemer doseže maksimalno aktivnost pri 37 °C, ter od pH- vrednosti, pri čemer je aktivnost večja v bazičnem območju, kar nakazuje na to, da je neprotonirana oblika toksina aktivnejša.

## Izvor toksina
Batrahotoksini so prisotni v različnih vrstah strupenih žab v toplejših področjih Srednje in Južne Amerike iz rodu listovk (Phyllobates); največje koncentracije BTX so bile najdene pri vrstah Phyllobates terribilis (okoli 1.000 μg), P. aurotaenia in P. bicolor. Toksini so bili najdeni tudi pri endemičnih pticah v Novi Gvineji rodov Ifrita in Pitohui. Vloga toksinov je po vsej verjetnosti zaščita pred naravnimi plenilci.
Omenjene živali sicer ne sintetizirajo BTX de novo, kar med drugim dokazuje tudi to, da pri živalih v ujetništvu niso bile zaznane znatne količine toksina. Namesto sinteze strupene alkaloide pridobijo iz hrane in jih kopičijo v posebnih strupnih žlezah; pri listovkah se te žleze nahajajo na hrbtni strani in za ušesi. Glavni vir tovrstnih alkaloidov so verjetno hrošči rodu Choresine, kar med drugim dokazuje analiza želodčne vsebine ptic rodu Pitohui.
Pri hroščih niso znane presnovne poti, pri katerih bi sintetizirali steroidne obroče, pač pa jih verjetno pridobijo iz rastlinskih fitosterolov (npr. stigmasterol, ergosterol in sitosterol), ki jih nato sami ali pa s pomočjo simbiontskih mikrobov modificirajo v toksine.

## Zdravljenje
Trenutno ne obstaja učinkoviti protistrup (antidot) pri zastrupitvi z BTX. Kljub temu pa se lahko prepreči depolarizacija membrane oz. se le-ta repolarizira s pomočjo tetrodotoksina, ki je nekompetitivni inhibitor, ali saksitotoksina. Oba toksina imata namreč v glavnem antagonističen učinek na tok natrijevih ionov. Na podoben način delujejo tudi določeni anestetiki.
Glede na podobnost BTX z veratridinom, akonitinom in grajatoksinom z vidika lipidotopnosti in spremembe selektivnosti za ione ter podobnosti z digoksinom z vidika delovanja na srce bi lahko bilo zdravljenje pri zastrupitvi z BTX osnovano preko zdravljenja kateregakoli izmed omenjenih toksinov.

## Uporaba
Ameriški domorodci na zahodu Kolumbije uporabljajo toksin za izdelovanje strupenih puščic. Batrahotoksini se na široko uporabljajo pri raziskovanju strukture, funkcije in interakcije z ligandi napetostno odvisnih natrijevih kanalčkov.
Glede na močen nevrotoksični učinek, ki je smrtonosnejši in hitrejši od učinkov patogenih mikrobov, ter odsotnost učinkovitega sistema za odkrivanje kontaminacije je BTX potencialen kandidat za uporabo v vojaške namene kot orožje za množično uničevanje.